# مايكل ماكيني
مايكل ماكيني (مواليد 26 يناير 1992) هو لاعب كرة سلة أمريكي يلعب في مركز لاعب هجوم خلفي في نادي الزمالك.